# Starosta
Starosta – przewodniczący organu wykonawczego powiatu, czyli zarządu powiatu. Jest kierownikiem starostwa powiatowego, zwierzchnikiem służbowym kierowników powiatowych jednostek organizacyjnych powiatu, a także zwierzchnikiem powiatowych służb, inspekcji i straży.

## Historia urzędu

### Etymologia
Nazwa starosta ma pochodzenie słowiańskie i wiąże się ze słowami stary, starzec. We wczesnym średniowieczu prawdopodobnie starostą nazywany był naczelnik wspólnoty rodowo-terytorialnej Słowian. Do polszczyzny słowo weszło prawdopodobnie z języka czeskiego pod koniec XIII wieku.  Łacińskim odpowiednikiem był capitaneus (od caput ‘głowa’), l.mn. capitanei.
Tradycyjnie syn starosty miał prawo do tytułu odojcowskiego starościc, a córka starosty do tytułu starościanka.

### Królestwo Polskie
W Polsce urząd starosty (łac. capitanei) został wprowadzony przez króla Czech i Polski Wacława II (1291-1305) z czeskiej dynastii Przemyślidów, w celu sprawniejszego zarządzania krajem po okresie rozbicia dzielnicowego.
Stanowisko to w ciągu dłuższego czasu zmieniało swoje znaczenie i funkcje, znane jest też w sąsiednich krajach. Obecnie w Polsce funkcja starosty oznacza osobę kierującą powiatem (zarówno mężczyznę, jak i kobietę)
Od XIV wieku (wprowadzenia tego urzędu przez Wacława II) do rozbiorów starosta był urzędnikiem królewskim w Królestwie Polskim i Wielkim Księstwie Litewskim. Wyróżniano kilka rodzajów tego urzędu:
- starosta generalny był namiestnikiem prowincji lub ziemi, na przykład ruski, podolski, wielkopolski, żmudzki (ten ostatni, jako jedyny, był urzędem senatorskim; uznawano go za równorzędnego wojewodom: zasiadał między wojewodą łęczyckim a brzeskokujawskim).
- starosta grodowy nadzorował w powiecie administrację skarbową, policyjną oraz sądy, stał na czele sądu grodzkiego, miał prawo miecza (to znaczy egzekucji wszystkich wyroków sądowych na terenie powiatu).
- starosta niegrodowy był dzierżawcą (tenutariuszem) dóbr królewskich.

### II Rzeczpospolita oraz PRL
W strukturach podziału administracyjnego Polski w latach 1918–1939 oraz 1944–1950, starosta był organem administracji rządowej podległym wojewodzie – kierownikiem administracji ogólnej na terenie powiatu.

## Starosta we współczesnej Polsce

### Zadania starosty w powiecie
Od momentu przywrócenia w Polsce powiatów w wyniku reformy administracyjnej 1999 roku, starosta wybierany jest przez radę powiatu.
Starosta jest przewodniczącym zarządu powiatu, a także reprezentuje powiat na zewnątrz (z wyłączeniem zaciągania zobowiązań finansowych bez odrębnego pełnomocnictwa zarządu powiatu). 
Jest ponadto zwierzchnikiem:
- pracowników starostwa powiatowego, w tym sekretarza i skarbnika powiatu,
- kierowników jednostek organizacyjnych powiatu,
- kierowników powiatowych służb, inspekcji i straży.

Starosta ma zasadniczy wpływ na skład osobowy zarządu powiatu, ponieważ pozostali członkowie tego organu powoływani są przez radę powiatu wyłącznie na jego wniosek. Ponadto odwołanie starosty lub złożenie przez niego rezygnacji oznacza jednocześnie odwołanie zarządu powiatu, względnie rezygnację całego zarządu. 
Na podstawie art. 34 ust. 3 ustawy o samorządzie powiatowym, w stanach szczególnego zagrożenia starosta uprawniony jest do przejęcia i wykonywania funkcji całego zarządu powiatu.

### Podwójna pozycja ustrojowa starosty
Starosta pełni dychotomiczną rolę ustrojową: quasi-organu samorządowego oraz organu rządowego. Brak ustawowego określenia starosty jako organu powiatu (jest tylko przewodniczącym organu wykonawczego, czyli zarządu), a także powierzenie mu zadań realizowanych dotychczas przez urzędy rejonowe (terenowy aparat administracji rządowej), doprowadziły do przyznania staroście licznych samodzielnych kompetencji z zakresu administracji rządowej, które de facto nie mają wiele wspólnego z zadaniami powiatu.

### Starosta jako organ administracji publicznej
Starosta jest organem administracji architektoniczno-budowlanej, organem administracji geodezyjnej i kartograficznej, a także organem w zakresie ochrony przyrody.
Starosta jest ponadto organem administracji publicznej, właściwym m.in. w sprawach:
- wydawania prawa jazdy[11],
- organizowania publicznego transportu zbiorowego[12],
- zarządzania ruchem na drogach gminnych i powiatowych (m.in. zatwierdzanie projektów organizacji ruchu, kontrola oznakowania na drogach)[13],
- zezwoleń na prowadzenie działalności w zakresie zbierania odpadów przedsiębiorcy prowadzącemu punkt zbierania pojazdów[14],
- wydawania karty wędkarskiej oraz rejestracji sprzętu pływającego służącego połowowi ryb[15],
- prowadzenia ewidencji uczniowskich klubów sportowych[16],
- prowadzenia ewidencji stowarzyszeń zwykłych[17],
- sprawowania nadzoru nad działalnością powiatowych szkół i placówek w zakresie spraw finansowych i administracyjnych[18].

Do zadań zleconych powiatu z zakresu administracji rządowej wykonywanych przez starostę należy m.in.:
- nadzór nad gospodarką leśną w lasach niestanowiących własności Skarbu Państwa[19],
- ustalanie wysokości odszkodowań za wywłaszczenie nieruchomości[20],
- prowadzenie ewidencji szkół i placówek niepublicznych w odniesieniu do typów szkół i placówek, do prowadzenia których obowiązany jest samorząd powiatowy (np. szkoły ponadpodstawowe)[21],
- udzielanie pomocy społecznej cudzoziemcom na zasadach określonych szczegółowo w ustawach[22].

### Miasta na prawach powiatu
W przypadku miasta na prawach powiatu zadania, które ustawy nakładają na organy powiatu, wykonują organy tego miasta, wyłaniane i działające na zasadach określonych w ustawie o samorządzie gminnym i w innych przepisach prawa, które dotyczą gmin. Zatem zadania rady powiatu wykonuje rada miasta, a zadania nałożone na starostę i na zarząd powiatu – jednoosobowo prezydent miasta.
Ilekroć w przepisach prawa dotyczących właściwości organów mowa jest o staroście, należy przez niego rozumieć także prezydenta miasta na prawach powiatu.

## Urząd starosty w administracji innych państw
- W Austrii starosta krajowy (niem. Nationaler starosta) stoi na czele kraju związkowego.
- W Czechach starosta (cz. Starosta) stoi na czele komitetu gminy i jest wybierany przez radę gminy spośród jej członków.
- Na Słowacji starosta stoi na czele gminy, wybierany jest w wyborach powszechnych spośród jej mieszkańców.
- Na Litwie gminy dzielą się na najmniejsze jednostki terytorialne – starostwa. Jednak starostowie są wyznaczani przez dyrektorów administracji[24].
- Na Ukrainie, zgodnie z ustawą o samorządzie terytorialnym, starosta stoi na czele okręgu starościńskiego(inne języki), stanowiącego jednostkę pomocniczą hromady terytorialnej. Starostę zatwierdza rada miejska (osiedlowa, wiejska) na wniosek głowy hromady terytorialnej po przeprowadzeniu konsultacji społecznych wśród mieszkańców okręgu starościńskiego[25].

## Inne znaczenia
Zwyczajowo „starostą” nazywa się osoby, które pełnią honorowo określone funkcje w samorządach mniejszych społeczności (np. szkolnych) lub w czasie uroczystości rodzinnych i lokalnych. Na przykład:
- starosta klasowy (w szkołach) – dziś: gospodarz klasy
- starosta grupy, starosta roku (na studiach wyższych) – reprezentant studentów wobec władz uczelnianych (jego obowiązki to, między innymi, konsultowanie decyzji z grupą i podejmowanie działań w imieniu jej członków)
- starosta weselny – osoba odpowiedzialna za przebieg uroczystości weselnej, występująca w imieniu państwa młodych, często w parze ze starościną, inaczej: gospodarz wesela, starszy wesela
- starosta dożynek – osoba odpowiadająca za przebieg i oprawę uroczystości dożynek

## Forma żeńska
W przypadku kobiety stojącej na czele powiatu, poprawnym tytułem urzędowym jest forma „starosta”. Rzeczownik „starościna” może być używana jedynie w odniesieniu do osoby kierującej jakąś grupą ludzi, np. studentów.